# Rusia en la Copa Mundial de Rugby de 2019
La Selección de rugby de Rusia fue uno de los 20 participantes de la Copa Mundial de Rugby de 2019 que se realizó en Japón.
Fue la segunda participación de los Osos en la Copa Mundial de Rugby.

## Plantel
Rusia anunció su equipo de 31 hombres el 1 de septiembre para la Copa Mundial de Rugby de 2019.
Entrenador:  Lyn Jones
| Posición       | Nombre               | Fecha de nacimiento      | Caps | Club            |
| -------------- | -------------------- | ------------------------ | ---- | --------------- |
| hooker         | Serguéi Chernyshev   | 13 de mayo de 1988       | 12   | Slava Moscow    |
| hooker         | Evgueni Matveev      | 15 de abril de 1985      | 60   | VVA-Podmoskovye |
| hooker         | Stanislav Sel'skiy   | 9 de febrero de 1991     | 37   | Enisey-STM      |
| pilier         | Azamat Bitiev        | 9 de diciembre de 1989   | 21   | Krasny Yar      |
| pilier         | Kíril Gotovtsev      | 17 de julio de 1987      | 4    | Krasny Yar      |
| pilier         | Valeri Morozov       | 21 de septiembre de 1994 | 19   | Sale Sharks     |
| pilier         | Vladimir Podrezov    | 27 de enero de 1994      | 25   | VVA-Podmoskovye |
| pilier         | Andrei Polivalov     | 9 de agosto de 1986      | 27   | VVA-Podmoskovye |
| segunda línea  | Evgueni Elgin        | 10 de marzo de 1987      | 24   | Enisey-STM      |
| segunda línea  | Bogdan Fedotko       | 22 de septiembre de 1994 | 21   | Krasny Yar      |
| segunda línea  | Andrei Garbuzov      | 7 de agosto de 1983      | 97   | Krasny Yar      |
| segunda línea  | Andrei Ostrikov      | 2 de julio de 1987       | 34   | Grenoble        |
| back row       | Tagir Gadzhiev       | 29 de marzo de 1994      | 28   | Kuban           |
| back row       | Victor Gresev        | 31 de marzo de 1986      | 101  | Krasny Yar      |
| back row       | Roman Jodin          | 6 de septiembre de 1993  | 5    | Kuban           |
| back row       | Anton Sychev         | 5 de febrero de 1994     | 15   | Metallurg       |
| back row       | Nikita Vavilin       | 13 de mayo de 1994       | 11   | Slava Moscow    |
| back row       | Vitali Zhivatov      | 16 de febrero de 1992    | 10   | VVA-Podmoskovye |
| medio scrum    | Vasili Dorofeev      | 6 de agosto de 1990      | 23   | Krasny Yar      |
| medio scrum    | Dimitri Perov        | 18 de noviembre de 1984  | 11   | VVA-Podmoskovye |
| medio apertura | Ramil Gaisin         | 26 de julio de 1991      | 45   | Enisey-STM      |
| medio apertura | Yuri Kushnarev       | 6 de junio de 1985       | 110  | Krasny Yar      |
| medio apertura | Serguei Yanyushkin   | 16 de noviembre de 1986  | 16   | Lokomotiv Penza |
| centro         | Igor Galinovskiy     | 8 de noviembre de 1985   | 50   | Krasny Yar      |
| centro         | Dimitri Gerasimov    | 16 de abril de 1988      | 65   | Enisey-STM      |
| centro         | Kiril Golosnitski    | 30 de mayo de 1994       | 10   | Krasny Yar      |
| centro         | Vladimir Ostroushko  | 30 de septiembre de 1986 | 49   | KubanYar        |
| wing           | German Davidov       | 10 de marzo de 1994      | 18   | VVA-Podmoskovye |
| wing           | Denis Simplikevich   | 11 de marzo de 1991      | 28   | Enisey-STM      |
| wing           | Vladislav Sozonov    | 9 de octubre de 1993     | 9    | VVA-Podmoskovye |
| zaguero        | Vasili Artemiev (c.) | 24 de julio de 1987      | 89   | Krasny Yar      |

## Partidos de preparación
| 12 de agosto de 2019 | Rusia | 40 - 0 | Russia Club XV | Slava Stadium, Moscú |  |

| 17 de agosto de 2019 | Italia | 85 - 15 | Rusia | Stadio Riviera delle Palme, San Benedetto del Tronto |  |

| 27 de agosto de 2019 | Rusia | 22 - 35 | Jersey Reds | Slava Stadium, Moscú |  |

## Participación

### Grupo A
| Posición | Selección | Partidos | Partidos | Partidos  | Partidos | Tries a favor | Tantos  | Tantos    | Tantos     | Puntos extra | Puntos |
| Posición | Selección | Jugados  | Ganados  | Empatados | Perdidos | Tries a favor | a favor | en contra | Diferencia | Puntos extra | Puntos |
| -------- | --------- | -------- | -------- | --------- | -------- | ------------- | ------- | --------- | ---------- | ------------ | ------ |
| 1        | Japón     | 4        | 4        | 0         | 0        | 13            | 115     | 62        | +53        | 3            | 19     |
| 2        | Irlanda   | 4        | 3        | 0         | 1        | 18            | 121     | 27        | +94        | 4            | 16     |
| 3        | Escocia   | 4        | 2        | 0         | 2        | 16            | 119     | 55        | +64        | 3            | 11     |
| 4        | Samoa     | 4        | 1        | 0         | 3        | 8             | 58      | 128       | –70        | 1            | 5      |
| 5        | Rusia     | 4        | 0        | 0         | 4        | 1             | 19      | 160       | –141       | 0            | 0      |

#### Partidos
| 20 de septiembre de 2019, 19:45                                                                                            | Japón | 30 – 10 | Rusia                                                                         | Tokyo Stadium, Tokio | |
| | Tries: Matsushima 12', 39', 69' Labuschagné 47' Conversiones: (1/3) Tamura 40' (1/1) Matsuda 71' Penales: (2/2) Tamura 44', 64' | Reporte | Try: 5' Golosnitsky Conversión: 6' Kushnarev (1/1) Penal: 61' Kushnarev (1/1) | Asistencia: 45 745 espectadores Árbitro(s): Nigel Owens Jueces de touch: Nic Berry Matthew Carley Television Match Official: Ben Skeen | Asistencia: 45 745 espectadores Árbitro(s): Nigel Owens Jueces de touch: Nic Berry Matthew Carley Television Match Official: Ben Skeen |
| Kotaro Matsushima (Japón) es el primer jugador en anotar un hat-trick en un partido inaugural de la copa mundial de rugby. | |         |                                                                               | | |

| 24 de septiembre de 2019, 19:15                    | Rusia                                                                                                  | 9 – 34  | Samoa | Kumagaya Rugby Stadium, Kumagaya | |
|                                                    | Penales: · (2/2) Kushnarev 18', 25' · Drop: · (1/1) Kushnarev 47' · Tarjeta: · Gotovtsev 46' hasta 56' | Reporte | Tries: · 15', 79' Leiua · 44' Amosa · 48', 52' Fidow · 62' Lee-Lo · Conversiones: · 49', 53' Pisi (2/5) · Alatimu (0/1) · Tarjetas: · 28' hasta 38' Lee-Lo · 30' hasta 40' Matu'u | Asistencia: 22 564 espectadores Árbitro(s): Romain Poite Jueces de touch: Jérôme Garcès Brendon Pickerill Television Match Official: Graham Hughes | Asistencia: 22 564 espectadores Árbitro(s): Romain Poite Jueces de touch: Jérôme Garcès Brendon Pickerill Television Match Official: Graham Hughes |
| Fue el primer enfrentamiento entre ambas naciones. | |         | | | |

| 3 de octubre de 2019, 19:15                          | Irlanda | 35 – 0  | Rusia                                                      | Kobe Misaki Stadium, Kōbe | |
|                                                      | Tries: Kearney 1' O'Mahony 12' Ruddock 34' Conway 61' Ringrose 75' Conversiones: (3/3) Sexton 3', 14', 36' (2/2) Carty 62', 76' | Reporte | Tarjetas: · 33' hasta 43' Fedotko · 50' hasta 60' Ostrikov | Asistencia: 26 856 espectadores Árbitro(s): Jérôme Garcès Jueces de touch: Mathieu Raynal Brendon Pickerill Television Match Official: Ben Skeen | Asistencia: 26 856 espectadores Árbitro(s): Jérôme Garcès Jueces de touch: Mathieu Raynal Brendon Pickerill Television Match Official: Ben Skeen |
| Igor Galinovskiy (Rusia) alcanzó los 50º test match. | |         |                                                            | | |

| 9 de octubre de 2019, 16:15 | Escocia | 61 – 0  | Rusia | Shizuoka Stadium Ecopa, Shizuoka                                                                                   | |
|                             | Tries: Hastings 14', 18' Horne 22', 45', 59' Turner 51' Seymour 56' Barclay 75' McInally 78' Conversiones: (8/9) Hastings 15', 20', 24', 46', 53', 57', 76', 80' | Reporte |       | Árbitro(s): Mathieu Raynal Jueces de touch: Wayne Barnes Federico Anselmi Television Match Official: Marius Jonker | Árbitro(s): Mathieu Raynal Jueces de touch: Wayne Barnes Federico Anselmi Television Match Official: Marius Jonker |